# Монтанари, Вольфанго
Вольфанго Монтанари (итал. Wolfango Montanari; 16 мая 1931, Терни, Умбрия — 23 февраля 2021, Терни, Умбрия) — итальянский легкоатлет, выступавший в беге на короткие дистанции. Участник летних Олимпийских играх 1952 года.

## Биография
Вольфанго Монтанари родился 16 мая 1931 года в итальянском городе Терни.
По образованию был учителем физкультуры.
Выступал в легкоатлетических соревнованиях за «Лаворатори Терни». Дважды становился чемпионом Италии в беге на 200 метров (1951, 1954), в 1951 году также выиграл серебро на 100-метровке.
В 1951—1957 годах 14 раз представлял сборную Италии на турнирах.
Завоевал пять медалей Средиземноморских игр. В 1951 году в Александрии выиграл золото в эстафете 4х100 метров и бронзу в беге на 100 и 200 метров. В 1955 году в Барселоне победил в эстафете 4х100 метров и занял 3-е место на 200-метровке.
В 1952 году вошёл в состав сборной Италии на летних Олимпийских играх в Хельсинки. В беге на 100 метров занял в забеге 1/8 финала последнее, 7-е место, показав результат 12,25 секунды и уступив 1,23 секунды попавшему в четвертьфинал со 2-го места Тео Сату из Нидерландов. Также был заявлен в эстафете 4х100 метров, но не вышел на старт.
По окончании выступлений работал техническим директором спортивной школы «Чеффас» в Терни. В 1971 году организовал в Терни отделение национальной ассоциации олимпийцев и спортсменов сборной Италии, был его вице-президентом.
Умер 23 февраля 2021 года в Терни.

## Личные рекорды
- Бег на 100 метров — 10,7 (1954)[2]
- Бег на 200 метров — 21,5 (1953)[2]

## Память
В честь Монтанари назван астероид 14077 Вольфанго.
В Терни на Аллее славы, где увековечены имена местных олимпийцев, установлена плита с именем Вольфанго Монтанари.